# Never Take Friendship Personal
Never Take Friendship Personal è il secondo album in studio del gruppo musicale alternative rock statunitense Anberlin, pubblicato nel 2005.

## Tracce
1. Never Take Friendship Personal (featuring Ryan Clark) – 3:31
2. Paperthin Hymn – 3:15
3. Stationary Stationery (featuring Seth Roberts) – 2:58
4. (The Symphony of) Blasé – 4:21
5. A Day Late – 3:34
6. The Runaways (featuring Phil Sneed) – 3:21
7. Time & Confusion – 3:23
8. The Feel Good Drag – 3:25
9. Audrey, Start the Revolution!
10. A Heavy Hearted Work of Staggering Genius – 1:12
11. Dance, Dance Christa Päffgen (featuring Mike Weiss) – 7:06
12. New Fast Automatic (B-side - Bonus Track) – 3:28

## Formazione
- Stephen Christian - voce
- Joseph Milligan - chitarra
- Nathan Strayer - chitarra
- Nathan Young - batteria
- Deon Rexroat - basso